# Joseph D. Bedle

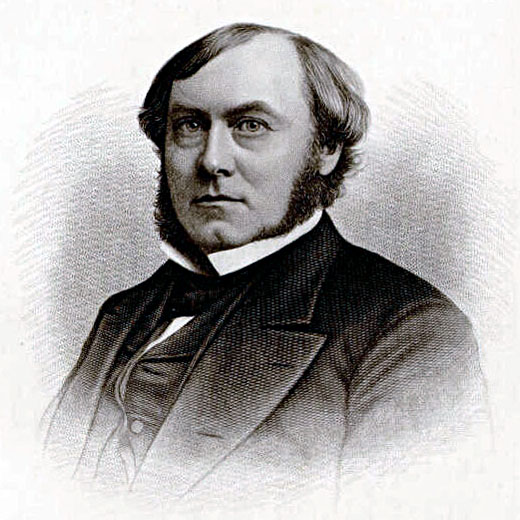
Joseph D. Bedle

Joseph Dorsett Bedle (* 5. Januar 1821 in Matawan, New Jersey; † 21. Oktober 1894 in New York City) war ein US-amerikanischer Politiker und von 1875 bis 1878 Gouverneur des Bundesstaates New Jersey.

## Frühe Jahre und politischer Aufstieg
Joseph Bedle besuchte die örtlichen Schulen seiner Heimat und studierte anschließend Jura. Nach seiner Zulassung als Rechtsanwalt begann er in New York City und in New Jersey in seinem neuen Beruf zu arbeiten. Zwischen 1865 und 1875 war er Mitglied des New Jersey Supreme Court. Bedle gehörte der Demokratischen Partei an, als deren Kandidat er am 3. November 1874 zum Gouverneur seines Staates gewählt wurde. Dabei setzte er sich mit 54:46 Prozent der Stimmen gegen den Republikaner George A. Halsey durch. Bereits im Jahr 1864 war er Delegierter zur Democratic National Convention gewesen, auf welcher der spätere Gouverneur von New Jersey, George B. McClellan, als Präsidentschaftskandidat der Partei nominiert wurde.

## Gouverneur von New Jersey
Bedle trat sein neues Amt als Gouverneur am 19. Januar 1875 an. In seiner dreijährigen Amtszeit wurden ein staatlicher Gesundheitsausschuss (State Board of Health) geschaffen und einige neue Waisenhäuser eingerichtet. Damals wurden auch ein neues Wahlgesetz verabschiedet und eine Kommission zur Beilegung eines Grenzkonflikts mit dem Nachbarstaat New York einberufen. Gouverneur Bedles Amtszeit endete am 15. Januar 1878.
Nach dem Ende seiner Gouverneurszeit wurde er wieder juristisch tätig. Erst im Jahr 1894, kurz vor seinem Tod, kehrte er als Mitglied einer Kommission zur Überarbeitung der Staatsverfassung von New Jersey auf die politische Bühne zurück. Gouverneur Bedle starb am 21. Oktober 1894. Mit seiner Frau Althea F. Randolph hatte er sechs Kinder.